# The Man Who
The Man Who — другий студійний альбом шотландської групи Travis, який був випущений 24 травня 1999 року.

## Композиції
1. Writing to Reach You - 3:41
2. The Fear - 4:12
3. As You Are - 4:14
4. Driftwood - 3:33
5. The Last Laugh of the Laughter - 4:20
6. Turn - 4:24
7. Why Does It Always Rain on Me? - 4:25
8. Luv - 4:55
9. She's So Strange - 3:15
10. Slide Show - 3:06